# Gvardejskij
Gvardejskij (in russo Гвардейский; in finlandese Sorvali) è un'isola russa situata nella baia di Vyborg, nella parte nord-est del golfo di Finlandia, nelle acque del mar Baltico. Amministrativamente fa parte del Vyborgskij rajon dell'oblast' di Leningrado, nel Circondario federale nordoccidentale. L'isola fa parte della città di Vyborg (si trova nel quartiere Petrovskij). Il suo nome attuale risale al 1948, in precedenza si chiamava Sorvalinsaari. Fino al XVI-XVII secolo, era un'isola alla foce occidentale del fiume Vuoksa.

## Geografia

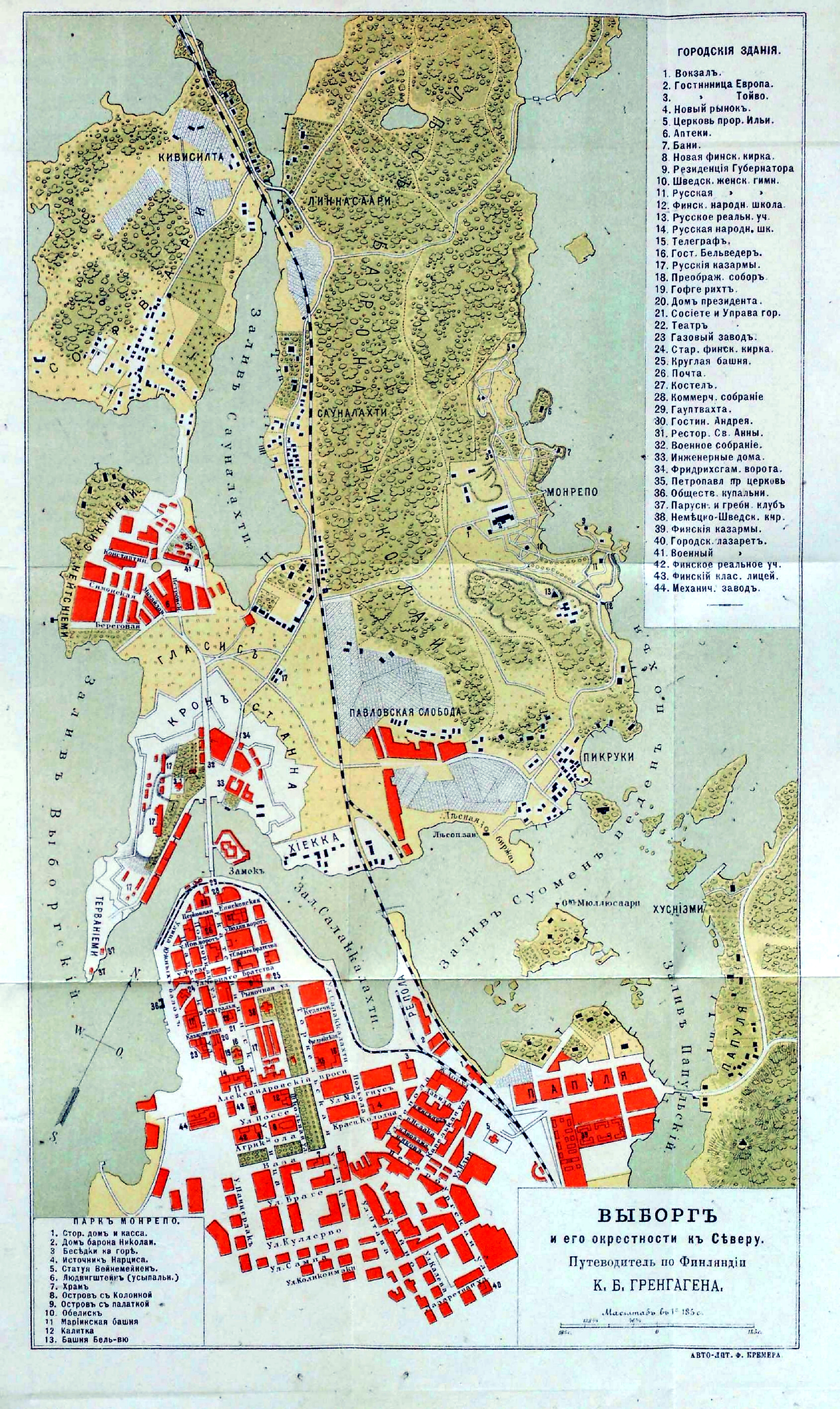
L'isola Gvardejskij, in alto a sinistra (mappa del 1905)

Gvardejskij si trova accostata a ovest all'isola Tverdyš, cui è collegata da due ponti. A nord, è collegata alla terraferma dal ponte Družby (мост Дружбы) che attraversa lo stretto Gvardejskij (Гвардейский пролив) la via marittima che conduce al canale Saimaa. L'isola è lunga circa 1,2 km e larga 0,9 km.